# Модел двоструке бриге
Модел двоструке бриге је модел медијације и техника преговарања. Модел описује могуће стратегије којима се користе стране у конфликту у зависности од степена бриге за сопствене потребе и за потребе друге стране. Формулисали су га Дин Пруит и Џефри Рубин 1986.

## Једнодимензионални модели понашања у конфликту
Модел двоструке бриге представљен је као алтернатива једнодимензионалним моделима.
Једнодимензионални модели виде бригу у конфликту као једну димензију на чијим се половима, екстремима, налазе брига о себи и брига о другоме.
Брига о себи подразумева заинтересованост за задовољење личних потреба и захтева, инсистирање на сопственим циљевима и аспирацијама од којих се тешко одустаје. Са друге стране, брига о другима подразумева бригу о томе колико ће друга страна бити задовољна могућим исходима, колико су њене потребе задовољене и углавном је повезана са покушајем да се одрже добри односи са другом страном.
У једнодимензионалним моделима велика брига о себи нужно значи и изостанак бриге за другу страну, и обрнуто – велика брига о другој страни аутоматски значи занемаривање сопствених циљева. Брига само о себи подразумева победу, а само о другоме пораз. Умерена брига и за сопствене и туђе потребе води компромису. Овакво виђење конфликта повезано је са дистрибутивним приступом, по којем се добит види као „фиксна сума“ која се мора расподелити учесницима у конфликту.

## Димензије модела двоструке бриге
Модел двоструке бриге је модел конфликтног понашања који описује могућа понашања у оним ситуацијама када у конфликту не постоји фиксна добит коју треба поделити, а сума добитака није константна – могуће је да и једна и друга страна добију и буду задовољне исходима, као и да и једна и друга изгубе. Могући исходи за једну и другу страну виде се као релативно неповезани, због чега се претпоставља да су брига о себи и брига о другоме такође независне. Исходи се због тога не представљају на континууму, где су два екстремна пола апсолутна брига о себи и апсолутна брига за друге, већ у дводимензионалном простору дефинисаном бризи о себи, која може бити висока или ниска, и бризи о другоме, која такође може бити висока или ниска.

## Приступи конфликтној ситуацији
Ако разликујемо само два степена бриге о себи и другоме, високи и ниски, може се говорити о четири приступа конфликту: незаинтересованост и за сопствене и за туђе циљеве, вођење рачуна о туђим и занемаривање својих циљева, брига о властитим и занемаривање туђих потреба и велика брига и о својим и о туђим потребама. Свака од тих позиција наводиће учеснике у конфликту на карактеристична понашања и поступке: повлачење, надметање, попуштање и решавање проблема.

### Повлачење
Мала брига за властите и туђе интересе води пoвлачењу – проблем се занемарује, умањује, и ништа се не чини у вези са његовим решавањем. У основи оваквог понашања је страх од конфликта и веровање да је он тежак и нерешив.
Како се ништа не чини у вези са решавањем проблема, могуће је даље погоршавање односа страна или усложњавање проблема. Иако је изостанак акције основни облик повлачења, повлачење се може препознати и у неактивности у преговорима, излажењу из преговора, у избегавању директног суочавања са проблемом који и даље постоји.
Повлачење може бити корисно када је конфликтна ситуација заиста превише опасна, тешка и угрожавајућа, као и онда када повлачење није трајно решење, већ се употребљава као прилика за прикупљање додатних информација о супротној страни или о сржи проблема. Повлачење је такође корисно у ситуацијама када је проблем незначајан, а шанса успеха мала, па је трошење ресурса на њега непотребно и непожељно.
Повлачење води нерешавању проблема, смањеном самопоштовању и осећању кривице.

### Попуштање
Мала брига за властите, а висока за туђе циљеве води попуштању. Особама са оваквим приступом важно је одржавање добрих односа са другом страном, зарад чијег задовољства су спремне да занемаре сопствене потребе. Алтернативно, биће вођене својим потребама и остварењем сопствених циљева до оног тренутка када почну да угрожавају добробит и мир друге стране укључене у конфликт.
Конфликт по дефиницији подразумева постојање сукоба интереса, захтева, жеља, потреба. Понашање особа са попуштајућим приступом водиће постепеном смањивању захтева, чак и испод разумних граница, или потпуном одустајању од преговора и пасивном прихватању захтева друге стране.
Као и повлачење, попуштање води ниском самопоштовању и фрустрацији. Као додатни проблем јавља се и смањени друштвени утицај и углед због претераног повлађивања и неспремности на залагање за сопствене циљеве. Међутим, попуштање може бити корисно у појединим околностима – када су односи са другима значајнији од предмета спора, када предмет спора више значи другој страни, или када је попуштање друштвено пожељно и њиме се не умањује сопствена вредност у очима других.

### Надметање
Вођење рачуна о сопственим интересима, а занемаривање интереса друге стране подстиче на надметање са другом страном у конфликту. Ово понашање назива се још и „такмичарским“ или „компетитивним“. Особе склоне надметању виде конфликт као сукоб из кога само једна особа може изаћи као победник, а другу страну виде као супарника којег треба надмоћати.
Занемаривање потреба друге стране у екстремним случајевима може водити негативној бризи – жељи да она претрпи што већу штету.
За ову позицију карактеристични су агресивнији приступи – тежња да се у дискусији доминира, претње, вређање, испољавање отвореног непријатељства и неповерења, вршење притиска на другу страну, захтевање да се испуне лични циљеви. Ипак, агресивност није једини начин да се по сваку цену постигну властити циљеви. Како добробит друге стране није од нарочитог значаја, могуће је манипулисати критичним информацијама или их прикривати, постављати ултиматуме који стварају притисак, обмањивати и збуњивати супарнике, емоционално манипулисати другом страном у директној комуникацији.
Овај приступ квари односе са другом страном, отежава могућност комуникације и води губитку наклоности, а подстиче „супарника“ на слично понашање. Показује се корисном када одржавање пријатељских односа није значајно и када не постоје друштвена очекивања у вези са комуникацијом коју треба остварити и методима постизања циља. Погодна је у ситуацијама када је неопходна брза и ефикасна реакција и када је особа сигурна да је у праву и да су њени захтеви на месту.

### Решавање проблема
Настојање да се узму у обзир и сопствени интереси и интереси друге стране сматра се најпожељнијим и најефикаснијим. На другу страну у конфликту не гледа се као на супарника којег треба поразити већ као на сарадника који такође за циљ има разрешење проблема.
Решавање проблема тако се назива јер се напада проблем, а не особа, са којом се успоставља кооперативни однос. Како се на конфликт гледа као на проблем који се може решити заједнички, избегавају се огорченост, оптужбе и вређање. Тежи се да се пронађе решење које ће обема странама одговарати и задовољити њихове потребе. Брига о другој страни не мора нужно бити аутентична, већ служити за олакшавање комуникације и заједничке потраге за решењем. Без обзира на прави узрок, придржавање договора лакше је ако се нико не осећа осујећеним или превареним. Додатно, успостављање инструменталног односа сарадње при решавању конкретног проблема може бити први корак ка дуготрајнијој, искренијој сарадњи и партнерству.
Како се за решењем „трага“ и оно се „проналази“, указује се на то да у процесу решавања проблема стране треба да теже флексибилности и да остану отворене ка различитим решењима. У случају сложених проблема, пожељно је разложити га на мање проблеме једноставније за решавање, и почети решавањем управо најједноставнијег. Тако се чини јер налажење решења, ма колико ситног, повећава оптимизам и осећај сарадништва између страна. Сарадња умањује негативна осећања, непријатељство, подстиче на комуникацију и отвара ка новим, дотад неразматраним могућностима.
Овај приступ има највећи интегративни потенцијал, потенцијал да ће обе стране бити задовољне исходом, али може одузимати много времена и енергије, а ефикасан је само у случају да је и друга страна спремна за сарадњу.